# HD 53899
HD 53899，又名BD+34 1533，SAO 59806、HR 2673，是一颗恒星，视星等为6.28，位于銀經183.48，銀緯17.94，其B1900.0坐标为赤經7h 1m 39.7s，赤緯+33° 17.94′ 20″。